# جنارو گتوزو
جنارو ایوان «رینو» گتوزو (ایتالیایی: Gennaro Ivan "Rino" Gattuso؛ زادهٔ ۹ ژانویهٔ ۱۹۷۸) بازیکن پیشین و سرمربی کنونی فوتبال اهل ایتالیا است وی هم اکنون هدایت تیم ملی فوتبال ایتالیا را برعهده دارد.
وی عمدتاً به عنوان هافبک دفاعی بازی می‌کرد اما قابلیت بازی به عنوان وینگر را نیز داشت. گتوزو بازیکنی پرتکاپو و تکل‌زن بود که در دوران اوج خود به عنوان یکی از بهترین هافبک دفاعی‌های جهان مطرح بود. وی در دوران حضورش در باشگاه میلان، لیگ قهرمانان اروپا را در فصل‌های ۰۳−۲۰۰۲ و ۰۷−۲۰۰۶ فتح کرد و همچنین عنوان قهرمانی سری آ را در سال‌های ۰۴−۲۰۰۳ و ۱۱−۲۰۱۰ به دست آورد. همکاری اعجاب‌آور وی با آندره آ پیرلو نقشی کلیدی را در قهرمانی ایتالیا در جام جهانی ۲۰۰۶ و همچنین موفقیت‌های میلان در سطوح داخلی و بین‌المللی داشت.

## افتخارات

### بازیکن
میلان
- سری آ(۲) ۲۰۰۴-۲۰۰۳ ، ۲۰۱۱-۲۰۱۰
- کوپا ایتالیا ۲۰۰۳-۲۰۰۲
- سوپر جام فوتبال ایتالیا(۲) ۲۰۰۴ ، ۲۰۱۱
- لیگ قهرمانان اروپا(۲) ۲۰۰۳-۲۰۰۲ ، ۲۰۰۷-۲۰۰۶
- سوپر جام اروپا(۲) ۲۰۰۳ ، ۲۰۰۷
- جام باشگاه‌های جهان ۲۰۰۷

ایتالیا
- جام جهانی فوتبال ۲۰۰۶

### مربی
ناپولی
- کوپا ایتالیا ۲۰۲۰-۲۰۱۹

## دوران باشگاهی

### اوایل بازیگری
جنارو گتوسو فوتبال حرفه‌ای خود را از باشگاه ایتالیایی پروجا و در سن۱۶ سالگی آغاز کرد. وی پس از ۳ سال حضور در این باشگاه ایتالیایی در ژوئیه ۱۹۹۷ در سن ۱۹ سالگی به تیم اسکاتلندی رنجرز پیوست تا یکی از بهترین دوران فوتبال خود را سپری کند. گتوسو با ۴۰ حضور و ۷ گل زده طی یک فصل به یکی از بازیکنان محبوب رنجرز تبدیل شده بود.
هواداران رنجرز بخاطر روحیه جنگندگی‌اش به او «رینگیو» و «رینو» می‌گفتند. رینو به معنای کرگدن می‌باشد.
گتوسو از گلاسکو به عنوان یکی از به یادماندنی‌ترین شهرهای محل اقامتش یاد می‌کند زیرا آشنایی وی با همسرش پائولو رومانو نیز به همان مدت زندگی در گلاسکو مربوط می‌شد.
او والتر اسمیت را به عنوان یکی از اصلی‌ترین مشوقانش می‌شناسد و از او به عنوان پدر دوم خود یاد می‌کند. اما دوران بازی گتوسو در رنجرز بسیار کوتاه بود زیرا والتر اسمیت که گتوسو را به رنجرز آورده بود در سال ۱۹۹۸ این باشگاه را ترک کرد. جانشین اسمیت، دیک ادوکات، چندان روی خوشی به گتوسو نشان نداد و در پست غیر تخصصی اش و به عنوان مدافع راست از وی بازی گرفت و در پایان فصل او را در لیست فروش باشگاه قرار داد. عاقبت در اکتبر ۱۹۹۸ و در ازای ۴ میلیون یورو به باشگاه سالرنیتانا فروخته شد که بعدها به سری آ هم صعود کرد. علی‌رغم عملکرد خوبی که در این تیم داشت، باز هم نتوانست از سقوط تیمش جلوگیری کند.

### میلان
گتوسو در ازای ۸ میلیون یورو توسط میلان از سالرنیتانا در تابستان ۱۹۹۹ خریداری شد. وی نخستین بازی‌اش را برای میلان در ۱۵ سپتامبر ۱۹۹۹ برابر چلسی در لیگ قهرمانان اروپا انجام داد که با تساوی ۰–۰ خارج از خانه پایان یافت.
نحوهٔ بازی گتوسو کارلو آنجلوتی مربی وقت میلان را قادر ساخت تا آندره آ پیرلو را کمی جلوتر ببرد، جای که گتوسو در عمق خط هافبک بازی می‌کند، و تنها زمانی رو به جلو حرکت می‌کند تا توپ را از حریف بگیرد و به بازیکنان هجومی خود پاس دهد و دوباره به وضعیت دفاعی خود بازگردد. شیوهٔ بازی او مبتنی بر تکل‌های خشن و سخت کوشی ست، شیوه‌ای که لقب سگ وحشی را برای وی به همراه داشت. او قرارداد خود را در ژوئن ۲۰۰۳ و اکتبر ۲۰۰۴ تمدید کرد.

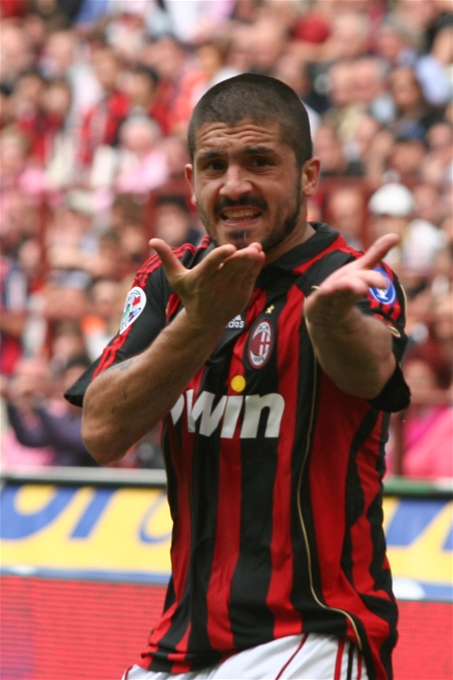
گتوسو، می ۲۰۰۷

او سیصدمین بازی خود را برای باشگاه در مسابقه‌ای بدون گل و در لیگ قهرمانان اروپا برابر لیل در ۲۶ سپتامبر ۲۰۰۶ انجام داد. او قراردادش را در تاریخ ۱ فوریه ۲۰۰۷ تا سال ۲۰۱۱ با میلان تمدید کرد. در تاریخ ۲۳ می ۲۰۰۷، گتوسو دومین مقام قهرمانی خود را در لیگ قهرمانان اروپا به دست آورد، جایی که میلان با نتیجهٔ ۲–۱ لیورپول را شکست داد.
در تاریخ ۲۷ دسامبر سال ۲۰۰۷، گتوسو در تمرینات تیم سابقش رنجرز شرکت داشت تا در طی تعطیلات زمستانی به فرم ایدئال خود برسد، در حالی که همسرش برای ملاقات والدینش در کریسمس به اسکاتلند آمده بود. در طی همان ماه گتوسو از یک آسیب دیدگی پارگی لگیمنت (رباط) صلیبی که در پیروزی ۱–۰ میلان مقابل کاتانیا به آن دچار شده بود رنج می‌برد. در هر حال گتوسو تمام ۹۰ دقیقه را بازی کرد و بعد از آن بازی آسیب‌دیدگی‌اش توسط پزشکان باشگاه تشخیص داده شد. وی روز ۱۹ دسامبر سال ۲۰۰۸ تحت عمل جراحی قرار گرفت و انتظار می‌رفت که برای ۶ ماه از میادین به دور باشد، اما موفق شد در تاریخ ۱۰ می در دیدار مقابل یوونتوس به زمین مسابقه برگردد که یک ماه زودتر از موعد بود.
در ۱۴ دسامبر ۲۰۰۹ میلان تأیید کرد که گتوسو تا تاریخ ۳۰ ژوئن ۲۰۱۲ بازیکن میلان خواهد ماند، بعد از این که یک سال دیگر به قرارداد وی اضافه کردند. فصل ۱۱−۲۰۱۰ یکی از بهترین فصل‌های حضور گتوسو در میلان بود که در آن ۳ گل زد، و در حالی که تنها گل میلان را در مقابل یوونتوس در تاریخ ۵ مارس ۲۰۱۱ به ثمر رساند. گتوسو یکی دیگر از گل‌های خود را در دیدار مقابل کالیاری با ضربه سر به ثمر رساند، در حالی که دروازه‌بان از خط خود خارج شده بود. گتوسو هجدهمین اسکودتو خود را با میلان در یک تساوی بدون گل در مقابل رم به دست آورد.
گتوزو در اوایل سپتامبر ۲۰۱۱ مشکلاتی بینایی را تجربه کرد، یعنی چند روز قبل از این که فصل جدید شروع شود. در ۹ سپتامبر ۲۰۱۱، در اولین بازی میلان در فصل جدید، گتوسو با هم تیمی خود، الساندرو نستا، برخورد سختی داشت. وی فوراً پس از آن حادثه و در دقیقه بیستم بازی تعویض شد، و پس از آزمایش‌های بسیار مشکل وی دوبینی در چشم چپ تشخیص داده شد. مصدومیتی که می‌توانست پایان دوران بازیگری وی را رقم بزند. وی بعدها در جریان مصاحبه‌ای گفت که در آن بازی گاهی زلاتان ابراهیموویچ، هم تیمی خود را در چهار جای مختلف زمین می‌دیده‌است، و قادر نبود که الساندرو نستا را ببیند، که منجر به برخورد آن‌ها شد.
در ۱۱ می ۲۰۱۲ گتوزو اعلام کرد که قراردادش را با میلان تمدید نخواهد کرد و این باشگاه را در پایان فصل ترک خواهد کرد.

### سیون
در ۱۵ ژوئن ۲۰۱۲، بعد از آزادسازی توسط میلان، گتوزو به باشگاه سوئیسی سیون پیوست. شایعاتی هم در مورد بازگشت وی به تیم سابقش رنجرز اسکاتلند وجود داشت اما این معامله به علت مشکلات مالی این تیم به سرانجام نرسید. در ۲۵ فوریه ۲۰۱۳، پس از این که ویکتور مونیوز سرمربی وقت سیون بعد از باخت ۴–۰ برابر تون در سوپر لیگ فوتبال سوئیس عزل شد، گتوزو به عنوان سرمربی جدید این باشگاه برگزیده شد.

## بازی‌های ملی
گتوسو ۷۳ بازی ملی در کارنامه خود دارد، و در المپیک تابستانی ۲۰۰۰، جام جهانی ۲۰۰۲، یورو ۲۰۰۴، جام جهانی ۲۰۰۶، یورو ۲۰۰۸، جام کنفدراسیون‌های ۲۰۰۹، و جام جهانی ۲۰۱۰ برای کشورش به میدان رفت.
او نقشی کلیدی را در پیروزی‌های ایتالیا در جام جهانی ۲۰۰۶ ایفا کرد و همچنین جایزه بهترین بازیکن زمین را در دیدار مرحله حذفی مقابل اوکراین کسب کرد. وی آندره آ پیرلو را به عنوان همکار خود در میانه میدان می‌دید.
وی توجه بسیار زیادی را در جشن قهرمانی ایتالیا در جام جهانی به سوی خود جلب کرد. جایی که لباس‌های خود را بیرون آورد و فقط با یک لباس زیر دور زمین را دوید، تا سرانجام مأموران یوفا او را وادار به پوشاندن خود کردند.
در جریان یورو ۲۰۰۸ و مرحله یک چهارم نهایی، در بازی مقابل اسپانیا زوج گتوسو و پیرلو هر دو به علت کارت زردهایشان محروم بودند. سرمربی وقت ایتالیا روبرتو دونادونی کار دشواری را برای جایگزینی آن‌ها پیش رو داشت. از آنجایی که هیچ‌کدام از بازیکنان ذخیره قابل مقایسه با این زوج میلانی نبودند ایتالیا در ضربات پنالتی ۴–۲ باخت.
در ژوئن ۲۰۱۰ وی اعلام کرد پس از جام جهانی ۲۰۱۰ در آفریقای جنوبی از بازی‌های ملی بازنشسته خواهد شد.

## رفتارهای جنجالی
در سپتامبر سال ۲۰۰۳ در چارچوب مسابقه‌ای از لیگ قهرمانان اروپا در مقابل تیم باشگاه فوتبال آژاکس آمستردام، وی در حالی در نیمه دوم مسابقه اخراج شد که با پشت دست خود، به دهان مهاجم باشگاه فوتبال آژاکس آمستردام یعنی زلاتان ابراهیموویچ کوبید. رفتار گتوزو دردسرهای دیگری هم برای وی ایجاد کرده‌است. مثلاً در دسامبر سال ۲۰۰۵ بعد از سوت پایان بازی دیدار میلان مقابل شالکه در لیگ قهرمانان اروپا، که با شکست ۳–۲ میلان همراه بود، گتوزو در حالی دیده شد که داشت به دنبال کریستین پولسن، هافبک تیم شالکه می‌گشت تا او را به خاطر رفتار خشونت آمیزش با کاکا در بازی رفت تنبیه کند. در هر حال گتوزو اصرار داشت که رسانه‌ها در بازتاب اهمیت حادثه بزرگنمایی کرده بودند.
در تاریخ ۱۵ فوریه ۲۰۱۱، در جریان دیدار میلان مقابل تاتنهام در لیگ قهرمانان اروپا، گتوسو مربی تیم تاتنهام، جو جردن، را در حالی که گردنش را گرفته بود، هل داد. جردن در خارج از محوطه فنی خود دیده شد، در حالی که به مشاجره لفظی با گتوسو می‌پرداخت. بعد از پایان بازی و دست دادن بازیکنان دو تیم، گتوسو باز هم به مشاجره با جردن پرداخت و ضربه‌ای را به او وارد کرد ولی توسط بازیکنان دو تیم از هم جا شدند. بازیکن ۳۳ ساله در مورد آن بازی گفت: «من کنترل خود را از دست دادم و هیچ بهانه‌ای برای آن وجود ندارد. مسئولیت کامل آن اتفاقات را به عهده می‌گیرم.» وی همچنین اظهار داشت که جردن در طی آن بازی وی را تحریک می‌کرد، اما از گفتن آنچه جوردن به وی گفته بود خودداری کرد. با این حال، رسانه‌ها گزارش دادند که جردن در طی آن مسابقه عباراتی نژادپرستانه و توهین‌آمیز مانند «ایتالیایی لعنتی» به زبان آورده بود. روز بعد یوفا اعلام کرد که گتوسو را به سختی جریمه خواهند کرد. بعد از آن، گتوسو برای پنج بازی از لیگ قهرمانان اروپا محروم شد، که یکی از آن‌ها به دلیل کارت زرد و چهار بازی بعدی هم به دلیل اتفاقاتی که با جردن رخ داده بود. مربی تاتنهام هم با ممنوعیت نشستن روی نیمکت از سوی یوفا روبرو شد که به علت شرکت در درگیری بود.
در تاریخ ۲ دسامبر سال ۲۰۱۲، در جریان یکی از بازی‌های باشگاه فوتبال سیون در سوپر لیگ سوئیس، گتوسو کارت زرد را از دست داور بازی، نیکولای هانای بیرون کشید و پس از نشان دادن آن به بازیکن خاطی آن را به وی بازگرداند.

## حرفه مربیگری

### سیون
در تاریخ ۲۵ فوریه ۲۰۱۳، گتوسو به عنوان بازیکن-مربی تیم سیون نامیده شد. گتوسو پنجمین مربی این تیم در فصل ۱۳–۲۰۱۲ بود. در تاریخ ۲۷ فوریه ۲۰۱۳، وی اولین پیروزی خود را به عنوان سرمربی این تیم، در پیروزی ۲–۰ سیون برابر لوسان کسب کرد.

### پالرمو
در تاریخ ۲۱ ژوئن ۲۰۱۳ گتوسو هدایت تیم دسته دومی پالرمو را برای فصل ۱۴–۲۰۱۳ برعهده گرفت.

### میلان
در تاریخ ۲۷ نوامبر ۲۰۱۷، وینچنزو مونتلا توسط میلان اخراج شد. سپس گتوزو که از سمت خود به عنوان مربی میلان پریماورا کناره‌گیری کرده بود به عنوان سرمربی تیم اصلی برگزیده شد.